# Andorinhão-de-balston
Andorinhão-de-balston ou andorinhão-preto-malgaxe (Apus balstoni) é uma espécie de ave da família Apodidae.
É endémica de Madagáscar.
Os seus habitats naturais são: florestas subtropicais ou tropicais húmidas de baixa altitude e regiões subtropicais ou tropicais húmidas de alta altitude.